# Diadochus von Photice

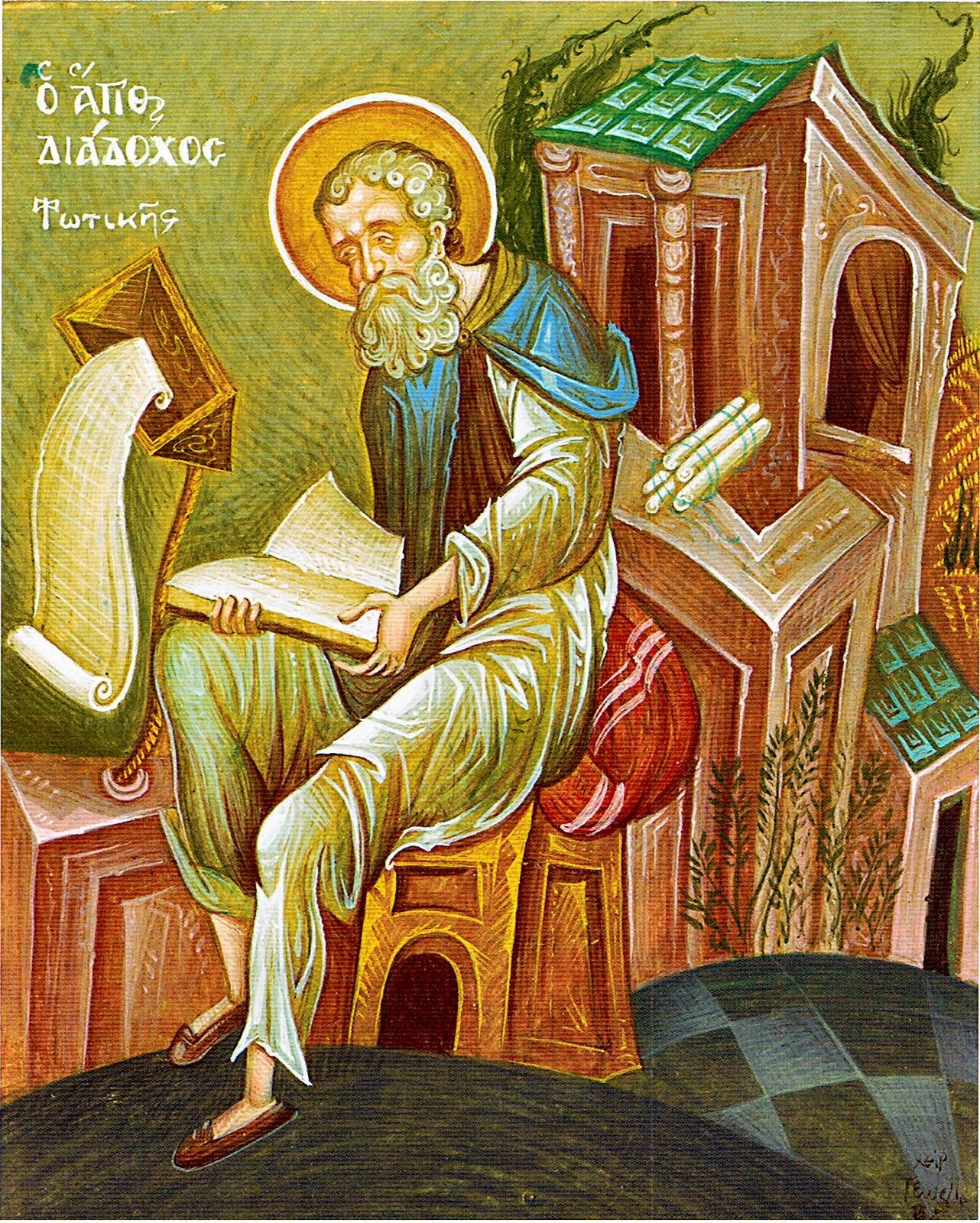

Diadochus von Photice  (* Beginn des 5. Jahrhunderts; † vor 486) war Bischof und christlicher Autor.
Diadochus wurde wahrscheinlich zu Beginn des 5. Jahrhunderts geboren. Er war Bischof von Photice in Epirus (Nordgriechenland) und erschien 457 als Mitunterzeichner des Briefes der Bischöfe von Alt-Epirus an Kaiser Leo I. In Chalkedon (451) wird ein Johannes als Bischof von Photice aufgeführt, so dass Diadochus das Amt später angetreten haben muss. Er war Gegner der Monophysiten. Da sich sein Hauptwerk an koinobitische wie alleinlebende Mönche richtet, liegt es nahe anzunehmen, dass er selbst Mönch, vielleicht der Vorsteher einer Gemeinschaft, war.

## Werke
- Predigt über die Himmelfahrt des Herrn – streng antimonophysitisch
- Vision – fiktives Zwiegespräch zwischen dem Verfasser und Johannes dem Täufer über das Wort Gottes
- Hundert Kapitel über die geistliche Vollkommenheit – Diese Centurie ist eine anspruchsvolle, asketische Lehrschrift in der Tradition der großen griechischen Väter; zu ihrem Verständnis gehört der Messalianismus.
- Gespür für Gott. Hundert Kapitel über die christliche Vollkommenheit (De perfectione spirituali capita centum); hrsg. von Karl Suso Frank; Christliche Meister, 19; Einsiedeln: Johannes 1982; ISBN 3-265-10260-2.